# 온리 유 (1994년 영화)
《온리 유》(영어: Only You)는 미국에서 제작된 노먼 주이슨 감독의 1994년 로맨틱 코미디 영화이다. 머리사 토메이, 로버트 다우니 주니어 등이 출연하였고, 로버트 N. 프리드 등이 제작에 참여하였다.

## 줄거리
페이스는 11살 때 위저보드를 한 이후로 쭉 운명의 짝 이름이 “데이먼 브래들리”라고 믿게 된다.
14년 뒤 페이스는 족병 전문의와의 결혼을 열흘 앞두고 약혼자의 고등학교 동창 중에 데이먼 브래들리라는 남자가 있다는 걸 알게 된다. 페이스는 이 데이먼 브래들리를 찾기 위해 피츠버그에서 베네치아까지 날아가기로 한다. 그렇게 데이먼 브래들리의 행적을 쫓아 로마에 도착한 페이스는 데이먼 브래들리 대신 피터 라이트를 만난다.

## 출연진
- 머리사 토메이 - 페이스 코바치 역
- 로버트 다우니 주니어 - 피터 라이트 역
- 보니 헌트 - 케이트 코바치 역
- 조아킹 드알메이다 - 조반니 역
- 피셔 스티븐스 - 래리 코바치 역
- 빌리 제인 - 해리 / 가짜 데이먼 브래들리 역
- 셔반 팰런 호건 - 레슬리 역
- 존 벤저민 히키 - 드웨인 역
- 애덤 러페브러 - 데이먼 브래들리 역
- 바르바라 쿠피스티 - 안나 역

## 기타 제작진
- 배역: 하워드 퓨어
- 미술: 루시아나 아리지
- 의상: 밀레나 카노네로

## 우리말 녹음
MBC 성우진 (2000년 4월 9일)
- 박소라 - 페이스 (머리사 토메이)
- 안지환 - 피터 (로버트 다우니 주니어)
- 윤성혜 - 케이트 (보니 헌트)
- 박조호 - 조반니 (조아킹 드알메이다)
- 최원형 - 가짜 데이먼 (빌리 제인)
- 김현직
- 정희선
- 박태호
- 조예신
- 김영선
- 엄태국
- 이철용
- 김용준
- 박선영
- 송준석
- 이상범
- 최수진
- 한수림
- 김서영
- 채의진